# Project Rocket/Fall Out Boy
Project Rocket/Fall Out Boy è un EP dei gruppi rock statunitensi Project Rocket e Fall Out Boy, pubblicato dalla Uprising Records nel 2002. È stata la prima pubblicazione discografica per entrambi i gruppi.

## Tracce
Le tracce dalla 1 alla 3 furono registrate dai Project Rocket, mentre le tracce dalla 4 alla 6 dai Fall Out Boy.
1. Formula for Love – 2:31
2. You Charlatan – 3:14
3. Someday – 2:31
4. Growing Up – 2:53
5. Switchblades and Infidelity – 3:13
6. Moving Pictures – 3:33

L'ordine delle tracce venne invertito nella ripubblicazione dell'album, venendo così prima le tracce dei Fall Out Boy e a seguire quelle dei Project Rocket. Esiste anche una rarissima ristampa che presenta le stesse caratteristiche estetiche dell'album ripubblicato, ma con le canzoni nell'ordine originale (nonostante nel retro-copertina l'ordine sia invertito). Inoltre la canzone "Growing Up" è elencata come "Growing".

## Curiosità
- Si tratta del primo album per i membri dei Fall Out Boy e dei Project Rocket prodotto lontano dallo stile hardcore che caratterizzò le loro precedenti band, anche se ne contiene comunque qualche influenza.

- Andy Hurley, batterista dei Project Rocket, accettò di suonare part-time ed eventualmente a tempo pieno per i Fall Out Boy, dopo che avvennero alcuni cambiamenti nella formazione.

- Il produttore Jared Logan suonò la batteria per i Fall Out Boy durante le registrazioni.